# Albinykus
Genre
Espèce
Albinykus (« griffe d'Albin ») est un genre de dinosaures théropodes du Crétacé supérieur retrouvé dans le désert de Gobi, en Mongolie. D'une masse estimée à environ 1 kg, il était l'un des plus petits alvarezsaures et parmi les plus petits dinosaures non-aviens. L'espèce-type, Albinykus baatar, a été décrite par Sterling Nesbitt (en), Julia A. Clarke, Alan H. Turner et Mark A. Norell en 2011. Elle repose sur l'holotype IGM 100/3004, constitué de fragments du pelvis et des membres postérieurs.

## Classification
Albinykus est classé parmi la famille des Alvarezsauridae. Le cladogramme suivant montre sa position phylogénétique parmi cette famille, suivant l'étude menée par Makovicky, Apesteguía et Gianechini en 2012 :
|  | Albinykus baatar  |
|  |                   |
|  | Xixianykus zhangi |
|  |                   |

|  | Mononykus olecranus |
|  |                     |
|  | Shuvuuia deserti    |
|  |                     |

|  | Albinykus baatar  |
|  |                   |
|  | Xixianykus zhangi |
|  |                   |

|  | Mononykus olecranus |
|  |                     |
|  | Shuvuuia deserti    |
|  |                     |

|  | Albinykus baatar  |
|  |                   |
|  | Xixianykus zhangi |
|  |                   |

|  | Mononykus olecranus |
|  |                     |
|  | Shuvuuia deserti    |
|  |                     |

|  | Albinykus baatar  |
|  |                   |
|  | Xixianykus zhangi |
|  |                   |

|  | Mononykus olecranus |
|  |                     |
|  | Shuvuuia deserti    |
|  |                     |

|  | Albinykus baatar  |
|  |                   |
|  | Xixianykus zhangi |
|  |                   |

|  | Mononykus olecranus |
|  |                     |
|  | Shuvuuia deserti    |
|  |                     |

|  | Albinykus baatar  |
|  |                   |
|  | Xixianykus zhangi |
|  |                   |

|  | Mononykus olecranus |
|  |                     |
|  | Shuvuuia deserti    |
|  |                     |

|  | Albinykus baatar  |
|  |                   |
|  | Xixianykus zhangi |
|  |                   |

|  | Mononykus olecranus |
|  |                     |
|  | Shuvuuia deserti    |
|  |                     |

|  | Albinykus baatar  |
|  |                   |
|  | Xixianykus zhangi |
|  |                   |

|  | Mononykus olecranus |
|  |                     |
|  | Shuvuuia deserti    |
|  |                     |

|  | Albinykus baatar  |
|  |                   |
|  | Xixianykus zhangi |
|  |                   |

|  | Mononykus olecranus |
|  |                     |
|  | Shuvuuia deserti    |
|  |                     |

|  | Albinykus baatar  |
|  |                   |
|  | Xixianykus zhangi |
|  |                   |

|  | Mononykus olecranus |
|  |                     |
|  | Shuvuuia deserti    |
|  |                     |

|  | Albinykus baatar  |
|  |                   |
|  | Xixianykus zhangi |
|  |                   |

|  | Mononykus olecranus |
|  |                     |
|  | Shuvuuia deserti    |
|  |                     |

|  | Albinykus baatar  |
|  |                   |
|  | Xixianykus zhangi |
|  |                   |

|  | Mononykus olecranus |
|  |                     |
|  | Shuvuuia deserti    |
|  |                     |

|  | Albinykus baatar  |
|  |                   |
|  | Xixianykus zhangi |
|  |                   |

|  | Mononykus olecranus |
|  |                     |
|  | Shuvuuia deserti    |
|  |                     |

|  | Albinykus baatar  |
|  |                   |
|  | Xixianykus zhangi |
|  |                   |

|  | Mononykus olecranus |
|  |                     |
|  | Shuvuuia deserti    |
|  |                     |

|  | Albinykus baatar  |
|  |                   |
|  | Xixianykus zhangi |
|  |                   |

|  | Mononykus olecranus |
|  |                     |
|  | Shuvuuia deserti    |
|  |                     |

|  | Albinykus baatar  |
|  |                   |
|  | Xixianykus zhangi |
|  |                   |

|  | Mononykus olecranus |
|  |                     |
|  | Shuvuuia deserti    |
|  |                     |